# Норманський шолом

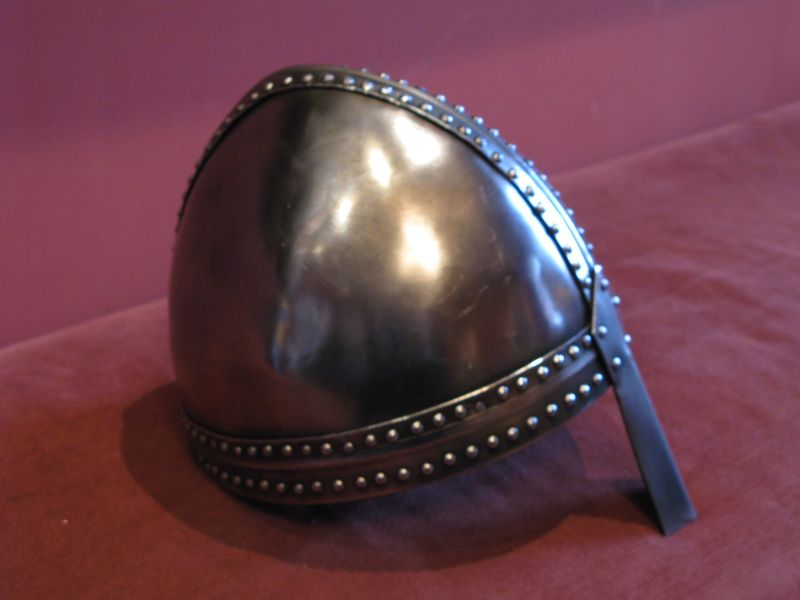
Норманський шолом (реконструкція)

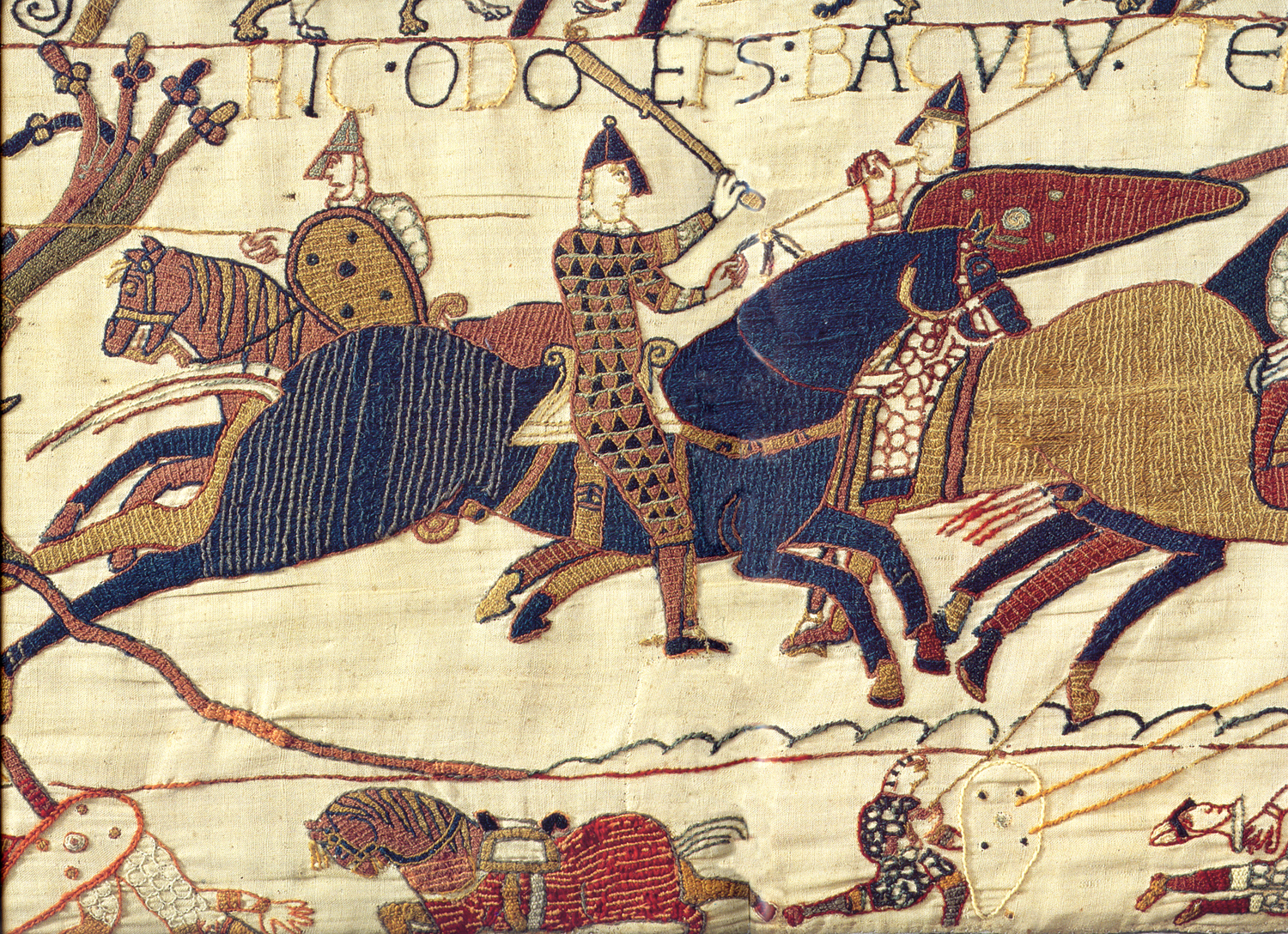
Норманські воїни на килимі з Байе

Норманський шолом, шолом з нанісником — тип середньовічного відкритого шолома конічної, «яйцеподібної» або сфероконічної форми. Як правило, спереду кріпилася металева назальна пластина — нанісник. Могли виготовлятися як з бармицею, так і без неї. Були широко поширені в Західній і Східній Європі з X по XIII—XIV століття.

## Назва
У пострадянській історіографії даний тип шолома отримав назву норманський по зображеннях на килимі з Байо, присвячений підготовці норманського завоювання Англії та битві при Гастінгсі, хоча на тому ж гобелені даний тип шолома використовують і нормани, і англосакси (наприклад, сам Гарольд Годвінсон).
У західній історіографії такий шолом отримав назву шолом з наносником (англ. Nasal helm). Назва норманський стосовно до даного типу шоломів західними істориками розглядається як некоректне — в першу чергу тому, що він був поширений по всій Європі — як Західної, так і Східної. Більш того, в Скандинавії, звідки нормани прийшли за півтора століття до вторгнення в Англію, такий шолом не був знайдений, хоча він і зустрічається в прикладному мистецтві скандинавів (наприклад, фігури з шахового набору з острова Льюїс XII століття і аналогічні артефакти з Тронгейму).

## Зовнішній вигляд

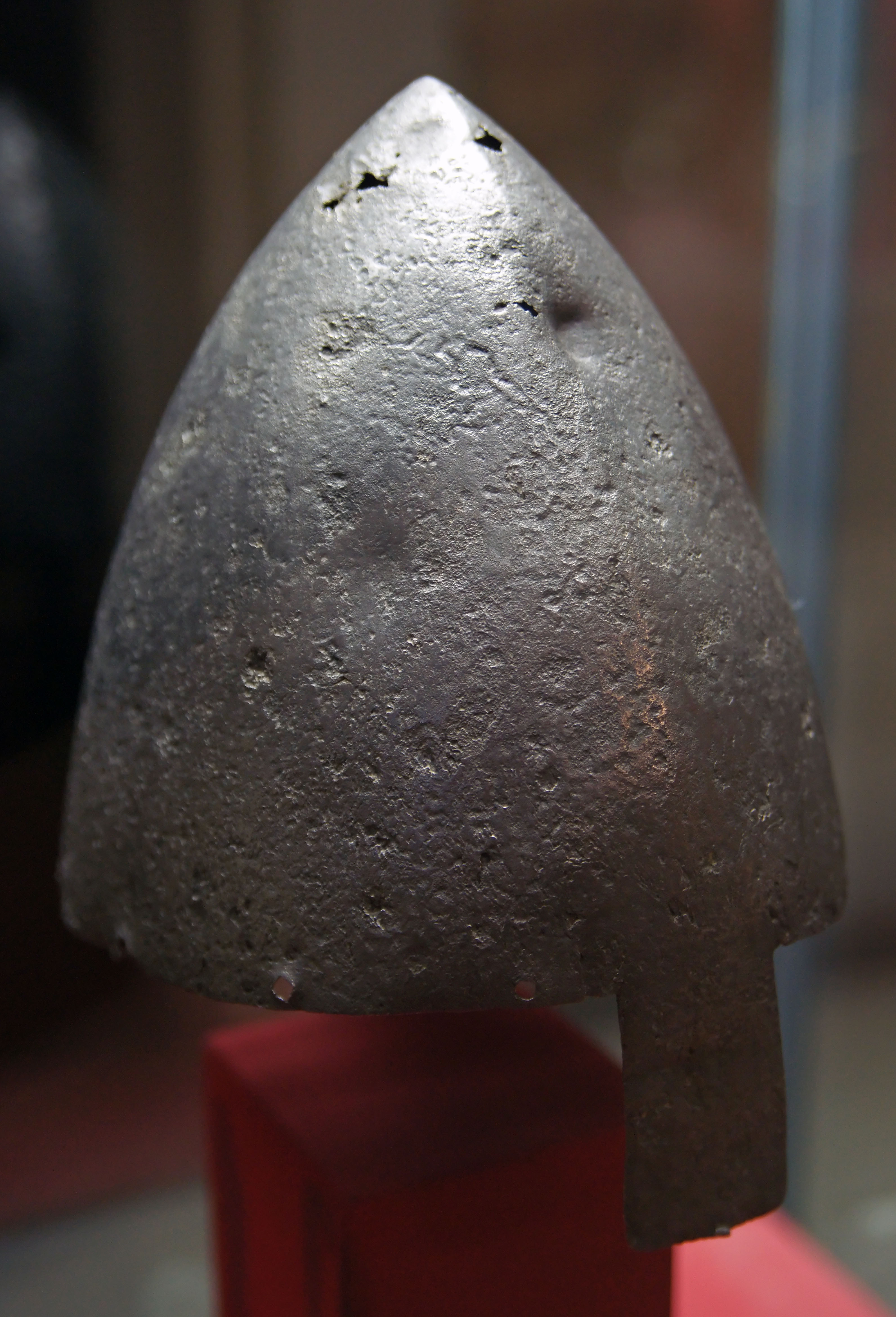
Моравський шолом XI століття.
Музей історії мистецтв

Являли собою відкриті шоломи, за формою могли бути конічними, «яйцеподібними» або сферо-конічними (схожими на половину самоперетинного тора з радіусом меншим, ніж радіус круга, обертанням якого він утворюється). Така форма шолому збільшувала захист голови в порівнянні з круглою формою і збільшувала площу зісковзування клинка.
Відрізнялися невисокою тулією, верхня частина якої іноді утворювала невелике загострення. Спочатку тулія складалася з кількох частин металу (заліза або міді), склепаних між собою, що було пов'язано з недостатнім рівнем розвитку технології кування складних металевих виробів. У місцях стику часто встановлювали посилення у вигляді довгої і вузької металевої пластини по всьому шву. Починаючи з XI століття, з розвитком ковальських технологій, з'являються цільноковані шоломи — зокрема, відомий руський шолом XI століття з Немії і європейські кінця XI — початку XII століть.
Спереду на шолом, як правило, кріпився масивний металевий нанісник, який розширювався донизу. Іноді нанісник замінювався лицьовою пластиною або напівмаскою, але відомі ще варіанти і взагалі без наносник.
Також шолом міг забезпечуватися кольчужною бармицею, що закривала шию і плечі ззаду, рідше також і спереду, але іноді залишаючи відкритим обличчя. Про це, зокрема, свідчить ряд отворів біля основи шолома, призначених як для кріплення внутрішньої оббивки, так і для кріплення бармиці.
Подібно топхельму, «норманський» шолом міг прикрашатися гербовими квітами і нести нашлемник. Ця традиція наочно показана на сторінках епічних куплетів Liber ad honorem Augusti Пітера Еболі. Така особливість зустрічається, наприклад, на нідерландському шоломі з Маасу (Романо-германський Центральний музей, Майнц, Інв № 0.39806) — він виконаний без нанісника, але має кріплення для нашоломника.

## Історія

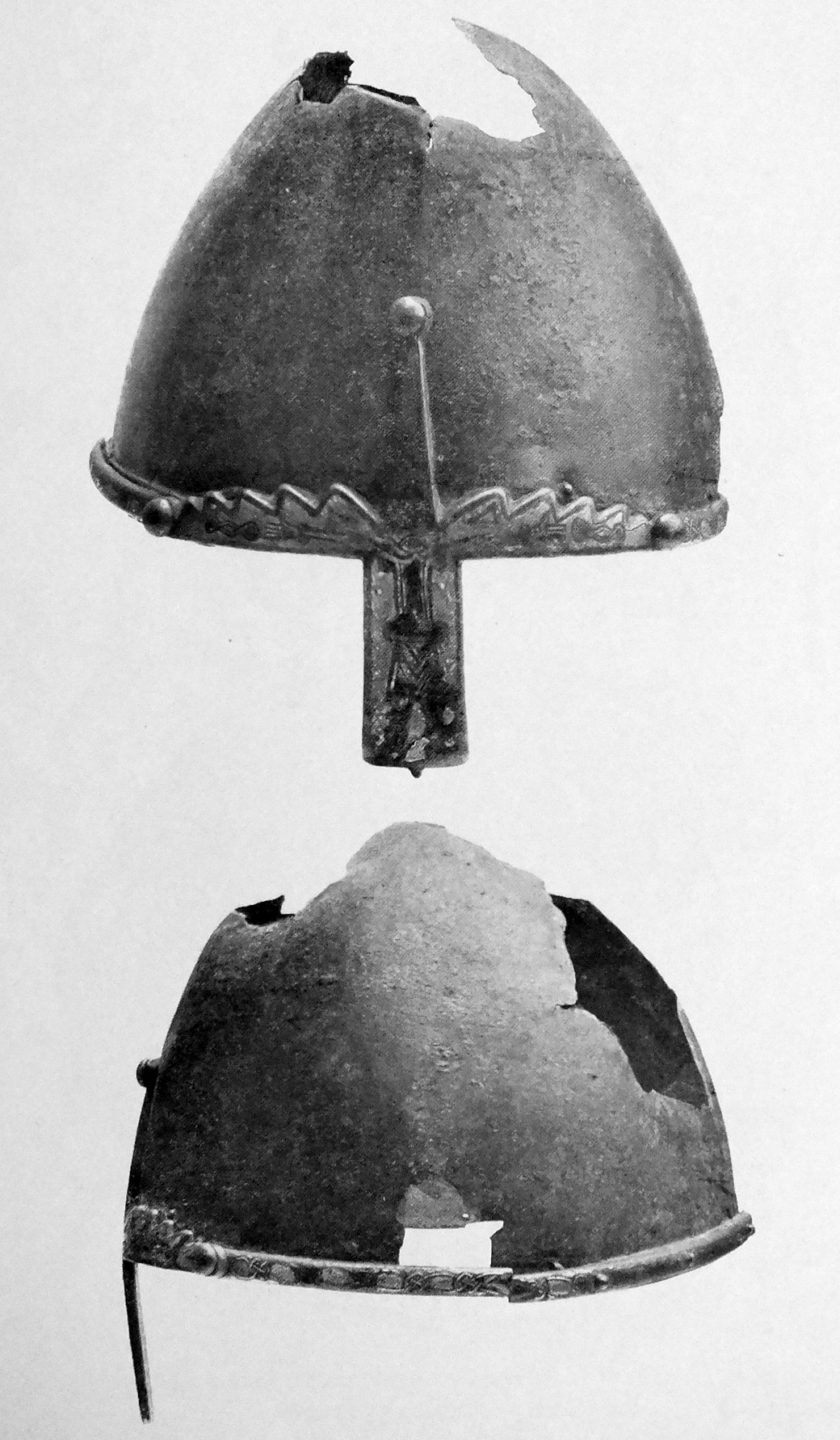
Шолом св. Вацлава, Прага

Шоломи цього типу або прийшли в Європу зі сходу, а саме, згідно з припущенням А.Кірпічнікова, через Русь або Східну Європу, або ж походять від давньогерманських каркасних шпангенхельмів, в свою чергу, які розвинулися з кавалерійських шоломів пізньої Римської імперії. На користь останнього припущення говорить той факт, що ранні форми «норманських» шоломів також склепувалися з декількох шматків металу, а не виковувалися з одного, як в XII—XIII століттях.
По Європі подібні шоломи починають поширюватися приблизно з IX століття. Найдавніші зразки належать до X століття — це і чеський сферо-конічний шолом короля Чехії Святого Вацлава з наносником, і руський конічний шолом з Гньоздовського кургану без наносника, але з петлями для бармиці.
«Шолом Вацлава» — це один з найвідоміших «норманських» шоломів. Шолом складений з тулії, що датується X століттям, і більш пізнього наносника, прикрашеного сріблом. У такому вигляді він ніколи не використовувався в бою і, швидше за все, був святою реліквією.
Збереглися також шоломи XI—XII століть, такі як «моравський» шолом з Оломоуця (Відень, Художньо-історичний музей, Інв. № HJRK A 41), викуваний з одного шматка металу, або польський шолом з Ледницького озера в Ледницькому ландшафтному парку (Lednogóra, Muzeum НС Pierwszych Piastów Lednicy, Інв. № MPP 3/240/61/59).
В Європі шоломи часто надягали поверх кольчужного каптура, але могли бути і з бармицею, в тому числі, яка захищала обличчя. На Русі частіше поєднання з кольчужною бармицею, що закривала ззаду шию і плечі, рідше — і спереду, але, в будь-якому випадку, залишала відкритим обличчя. Деякі також мали нанісник.
У XIII столітті шоломи «норманського» типу і їх модифікації втрачають популярність і замінюються шоломами з більшим захистом обличчя, але шоломи «норманського» типу все ж продовжують використовуватися по всій Європі приблизно до XIV століття.